# カヤック

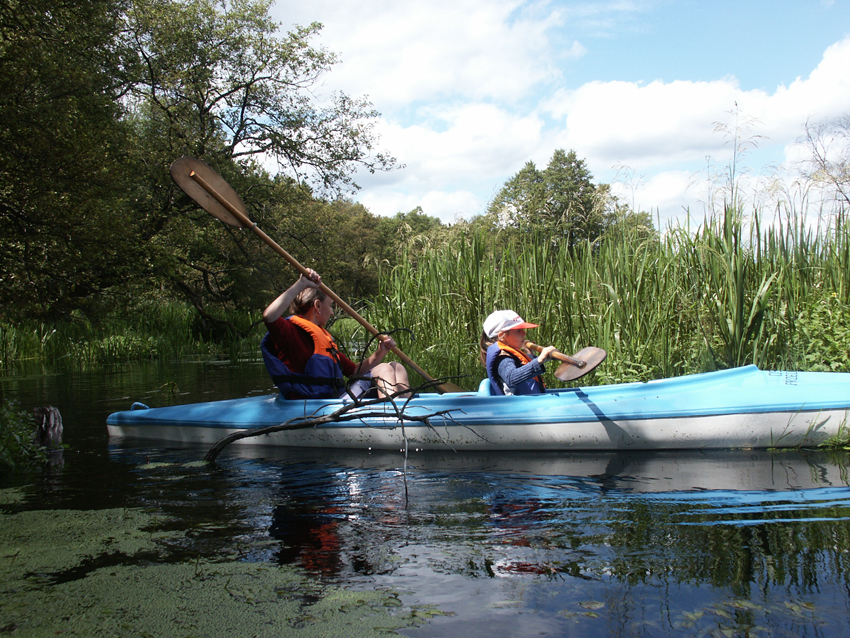
カヤック

カヤック（イヌクティトゥット語：ᖃᔭᖅ, qajaq）は、足を前方に投げだすようにして座りダブルブレードパドルで漕ぐクローズドデッキのカヌーである。

## 歴史
アリューシャン諸島のエスキモーが海で使用していたものから発展してきた。グリーンランド圏からアラスカ半島では「カヤック」「カヤーク」、アリューシャン列島圏では「ィ・キャック」等と呼ばれていたようだ。どちらも、波をかぶっても船内に浸水しないように、狭いコクピットに座って下半身を船内に潜り込ませ、スプレースカートやスプレーデッキと呼ばれるもので腰回りと船体の隙間を塞いだり、搭乗者の着るアノラックの裾を船体に固定するなどして、水の浸入を防いでいた。
現代カヤックは、構造によって、リジッドタイプカヤックと分解できるフォールディングタイプカヤック（ファルトボート）に分かれる。
リジットタイプにはFRP・PE等色々な素材が使われている。また用途によって、リバーカヤック、シーカヤックといった分類が用いられることもある。
カヤックの現代における用途は基本的にスポーツやレジャーであり、そもそもの目的であった狩猟や輸送・交易や連絡には今日ではほとんど使われない。

## 系統

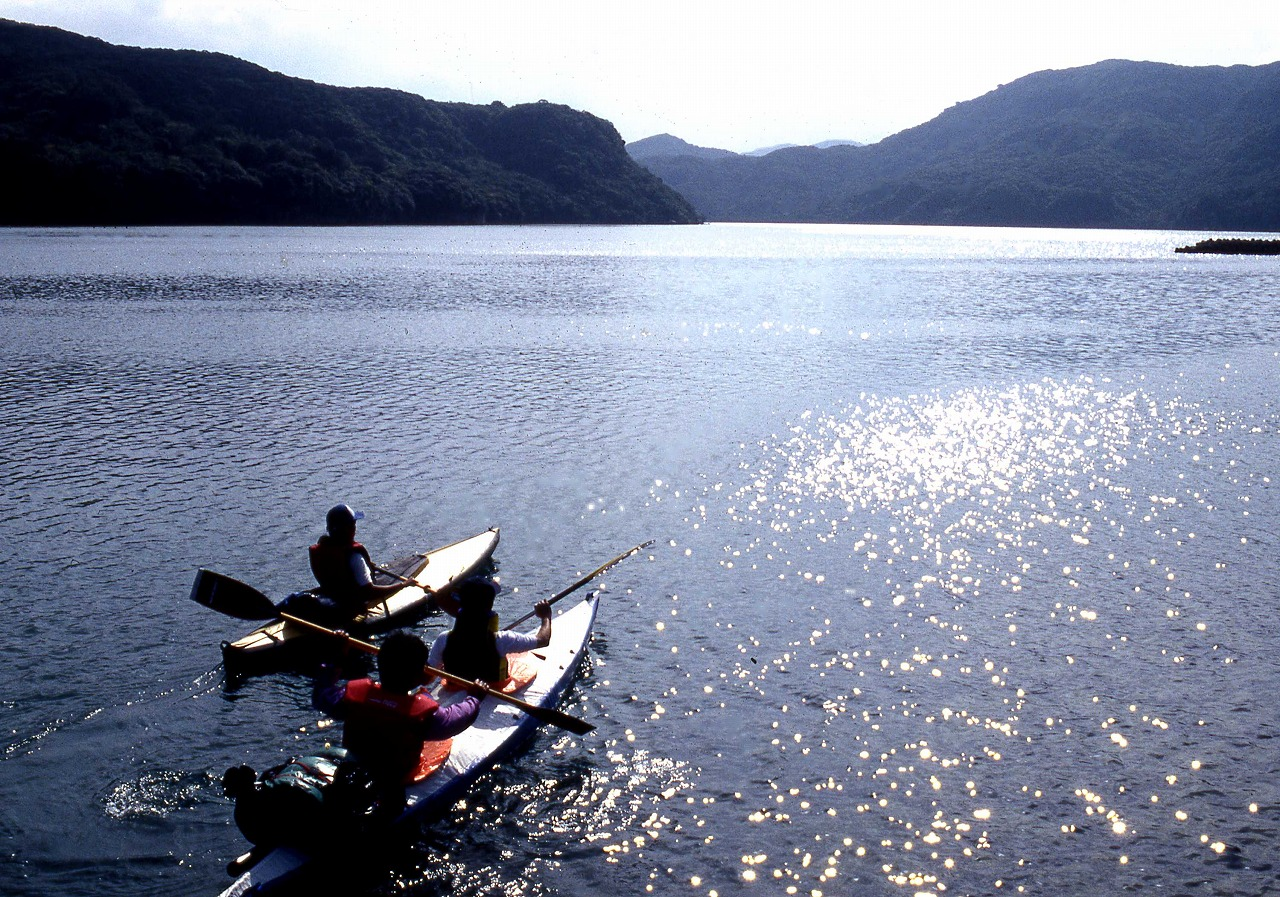
ファルトボートによるシーカヤッキング

「カヌー」が基本的にオープンデッキ型を指すのに対して、「カヤック」は基本的にクローズドデッキ型を指すが、広義ではカヌーという言葉の中にカヤックを含める場合も多い。
本来、カヤックは寒冷な海での使用に基づいて発展して来たものであり、波浪の中でも沈没せず機動性を保てるように、また、搭乗者が冷たい海水に晒される危険を減らすために、クローズドデッキの形状となって進化した。構造的にはスキン・ボート（skin boat: 獣皮ボート）と呼ばれるもので、木材や獣骨を使った骨組の上に獣皮を張って船体を作り、接合部に獣脂などで防水を施したものであった。ちなみに、グリーンランド圏で移動や交易に使われていた「ウミアック（Umiak）」は基本的にオープンデッキのスキンボートであり、カヌーの範疇に入る。
主に、グリーンランドからアラスカ東岸に住むイヌイットやエスキモー達が発展させた細身の狩猟用のカヤックと、アラスカ西岸からアリューシャン列島にかけて居住する、アレウト達が発展させたカヤック（ロシア語名のバイダルカとして知られている）の2系統が知られている。
この両者には細部に様々な違いが見られるが、特に沿岸での狩猟ボートとして発達したグリーンランド系のカヤックは細身で機動性と高速性に優れたものであり、対してクジラ猟から外洋を渡っての交易にまで幅広く使われたアリューシャン系カヤックは、吃水が深く積載能力が高いと言えるようだ。特に大きな違いは、本来のグリーンランド系カヤックは基本的に「一人乗り」のものだけである事に対して、アリューシャン系カヤックには二人乗りや三人乗りのものまである。（三人乗りのカヤックは、アリュート達により多くの交易品を運ばせたかったロシア人交易商の要求に応じて大型化したものらしい。）
グリーンランド系カヤックは、集落からの日帰り圏内での狩猟に使われる道具であった事に対して、アリューシャン系カヤックは狩猟のみならず、長期にわたる沿岸航海にも使われたことから、これらの違いが生まれて来たと思われる。ちなみに昨今のシー（海）カヤックは、旅の道具というよりも沿岸域でのレジャーが主たる用途であるため、軽量で機動性の高いグリーンランド系カヤックが好まれる傾向にあるようだ。
カヤックは本来海で使用されたものであり、現代のレジャーやスポーツで使われる「リバー（河）カヤック」というものは、近代の発明（翻案？）によるものと言えるのだが、逆にスポーツとして一般化したのはリバーカヤックの方が早かったため、海で使うカヤックをあえてシーカヤックと呼ぶようになった。その点ではスキーと同じように、近代になってから、本来の用途とは異なるスポーツとしての使われ方が見いだされて発展したものだと言える。
特にアリューシャン列島でのカヤック（バイダルカ）の実利用は歴史的にはいったん断絶しており、近代の研究者達によって、その姿が驚きを持って知られるところとなった。特に、ジョージ・ダイソンによるバイダルカ研究と、近代素材を用いた復元の試みは、書籍「宇宙船とカヌー」によって日本でも有名である。
今日のスポーツ用カヤックでは様々な素材が利用されているが、主流はリジッドと呼ばれる単体構造で、FRP（ガラス繊維／炭素繊維／ケブラー＝アラミド樹脂等）、ポリエチレン系樹脂、ABS樹脂、プライウッド（合板）などによって船体形状を作り出している。また、祖先であるスキンボートのように骨組と外皮からなるものもあるが、これらの多くは分解して運搬出来る事を主目的としたもので、一般的にファルトボート（faltboat：折畳みボート）と呼ばれる。運搬に耐える軽量化を実現するために、骨組にはアルミパイプや木材を利用し、外皮にはウレタン系塗料などで防水処置を施した合成繊維の布を用いていることが多い。

## FRP製カヤック
「FRP」とは「Fiber Reinfoced Plastics」の略で、繊維強化プラスチック。不飽和ポリエステル樹脂やビニルエステル樹脂、エポキシ樹脂などの合成樹脂を、ガラス繊維（炭素繊維等を混入したタイプもある）で強化して成型したもので、軽量で強度が高い。
今日では多くの市販カヤックがポリエチレン製だが、軽量化、表面の滑らかさ、大型の工作機械が無くても製造できる、使用者の好みや体形に合った改造が容易である、等の理由によりFRP製カヤックの使用者も多い。特に巡航速度の高さを求める傾向にあるツーリング用のシーカヤックでは、船体の剛性を高く出来るFRP製品に人気がある。
ほかに、競技艇やスクウォート艇、サーフカヤック、カナディアンカヌーの多くがFRP製である。

## ポリエチレン製カヤック

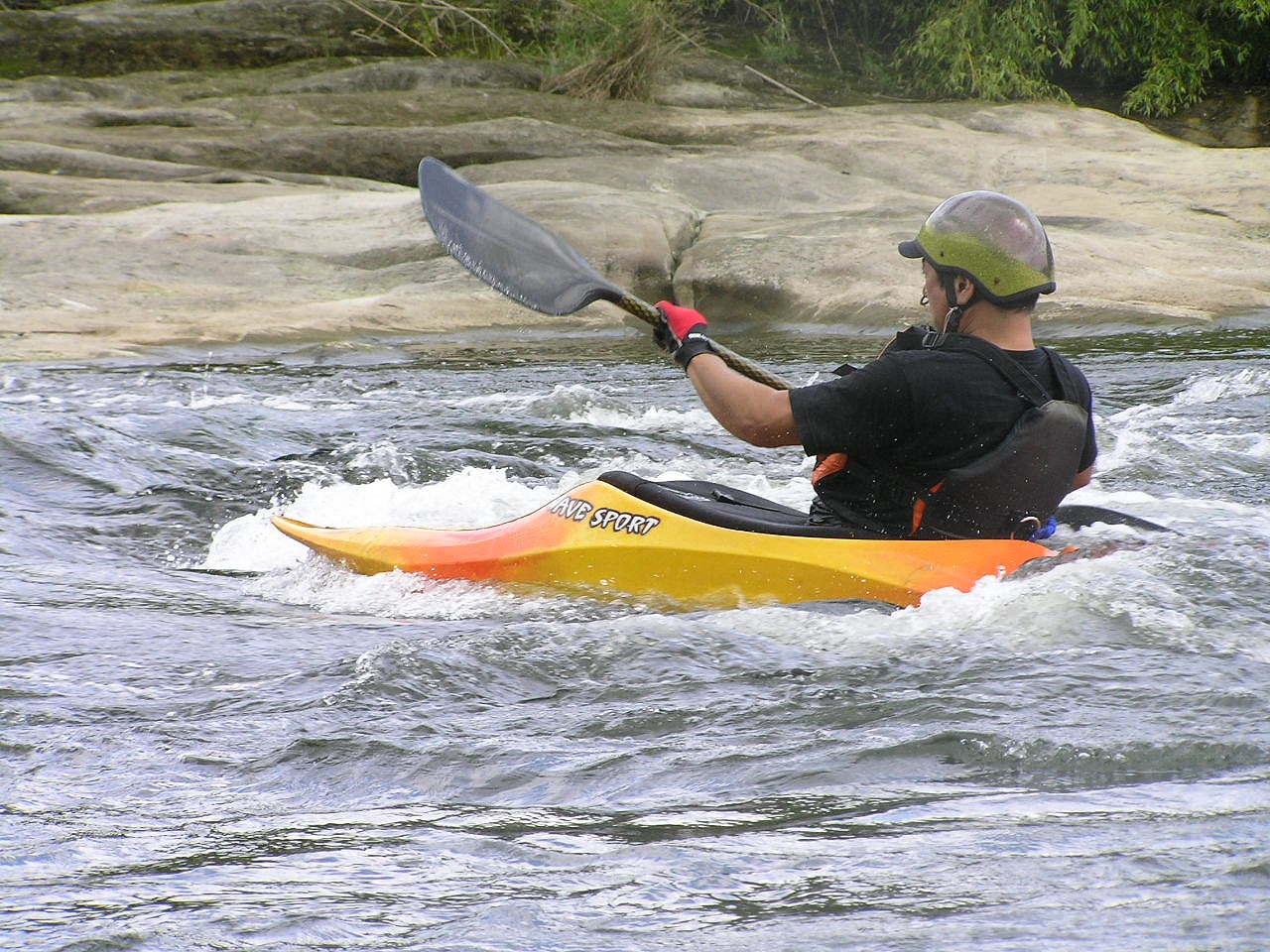
ポリエチレン製カヤック

リニアポリエチレンやクロスリンクポリエチレンで成型されたカヤック。クロスリンクポリエチレン製カヤックは強度において優れているがリサイクルが困難である。現在はリサイクル可能なリニアポリエチレン製カヤックが（ポリエチレン製カヤックの中では）主流である。
回転成型によるものかブロー成型によって生産されている。
FRPに比べるとポリエチレン製カヤックは衝撃に対する強度が高いので、激流を下るホワイトウォーター用と呼ばれるリバーカヤックは、その多くがポリエチレン製となっている。